# اقامتگاه‌های بین‌المللی ام‌جی‌ام
اقامتگاه‌های بین‌المللی ام‌جی‌ام (انگلیسی: MGM Resorts International) یک گروه هتل و کازینو در ایالات متحده آمریکا است. این شرکت که در سال ۱۹۸۶ تأسیس شده مالک چندین هتل و کازینو در لاس وگاس و سراسر آمریکا و چندین زمین گلف می‌باشد.

## اقامتگاه‌ها

### لاس وگاس استریپ
- کازموپالیتن لاس وگاس
- بلاژیو
- سیرکوس سیرکوس لاس وگاس
  - Adventuredome
  - Slots-A-Fun Casino

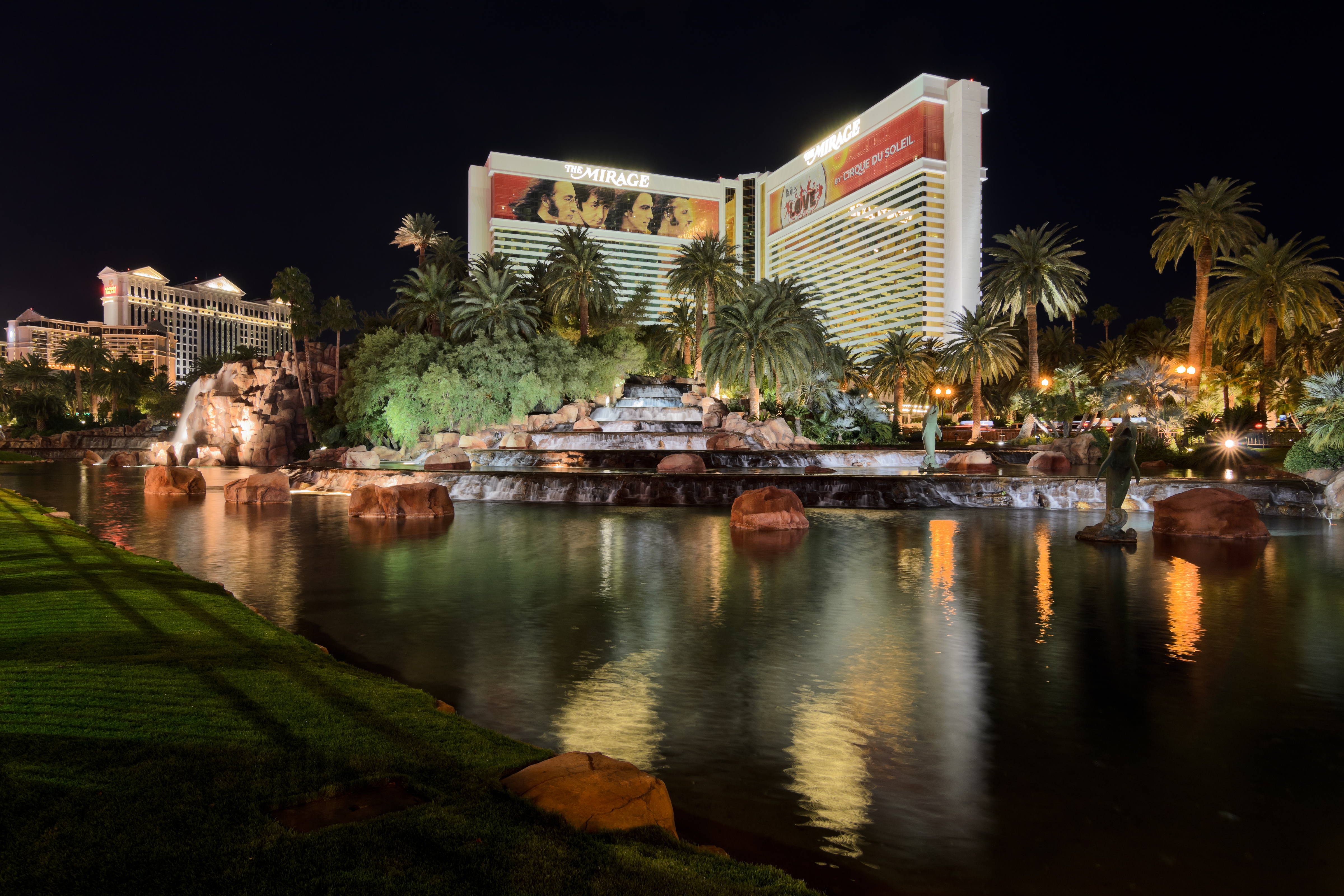
نگاره‌ای ثبت‌شده در شب از نمای بیرونی هتل ۵ ستارهٔ میراژ، واقع در بلوار مشهور شهر لاس وگاس، آمریکا. این هتل با بیش از ۳۰۰۰ اتاق، در سال ۱۹۸۹ میلادی، در سبک طراحی پُلی‌نِزی بنا شد و اکنون در مالکیت گروه اقامتگاه‌های بین‌المللی ام‌جی‌ام قرار دارد.

- CityCenter (50% joint venture with دوبی ورلد)
  - هتل و کازینوی آریا
  - ماندارین اورینتال
  - ویدارا
- هتل و کازینوی اکسکالیبر
- لاکسور لاس وگاس
- هتل و کازینوی مندلی بی
  - Delano Las Vegas
  - Mandalay Bay Convention Center
  - مرکز مندلی بی
- ام‌جی‌ام گرند لاس وگاس
  - ام‌جی‌ام گرند گاردن آرنا
  - Skylofts at MGM Grand
  - The Mansion at MGM Grand
  - The Signature at MGM Grand (50% joint venture with Turnberry Associates)[۳]
- د میراژ
- هتل و کازینوی نیویورک-نیویورک
- هتل و کازینوی مونته کارلو
- تی-موبایل آرنا (50% joint venture with AEG)
- Las Vegas Festival Grounds (joint venture with سیرک آفتاب و Yucaipa Companies)

### مناطق دیگر
- Beau Rivage – بیلاکسی، میسیسیپی
- Borgata – آتلانتیک سیتی، نیوجرسی
  - The Water Club
- Diaoyutai MGM Hospitality – China (joint venture with Diaoyutai State Guesthouse)[۴]
  - Bellagio Shanghai – شانگهای
  - Diaoyutai Boutique Hotel Chengdu – چنگدو
  - Diaoyutai Hotel Hangzhou – هانگژو
  - MGM Grand Sanya – سانیا (شهر)
- Gold Strike Casino Resort – تونیکا ریسرت، میسیسیپی
- Grand Victoria Casino Elgin – الگن، ایلینوی (50% joint venture with هایت)
- MGM China – ماکائو (56% ownership stake)[۵]
  - MGM Cotai – کوتای
  - MGM Macau – Sé
- MGM Grand Detroit – دیترویت (98% ownership stake)
- MGM National Harbor – نشنال هاربر، مریلند
- MGM Springfield – اسپرینگفیلد، ماساچوست
- ۷۲ جریب فرنگی (۲۹ هکتار) of land for the undeveloped MGM Grand Atlantic City